# Aleurocanthus inceratus
Aleurocanthus inceratus là một loài côn trùng cánh nửa trong họ Aleyrodidae, phân họ Aleyrodinae.
Aleurocanthus inceratus được Silvestri miêu tả khoa học đầu tiên năm 1927.